# Bohemian Football Club Women
Maillots
Actualités
Le Bohemian Football Club Women (en irlandais : An Cumann Peile Bóithéimeach), plus communément appelé les Bohemians, est un club féminin de football irlandais basé à Dublin. Il est la section féminine d'un des plus vieux clubs de football en Irlande, le Bohemian Football Club. Après avoir participé au championnat irlandais des moins de 17 ans, le club intègre le championnat d'Irlande au commencement de la saison 2020.

## Histoire
En juillet 2018, le Bohemian Football Club décide d'ouvrir une section féminine et enregistre une équipe dans les championnats de jeunes, à commencer par celui des moins de 17 ans qu'il intègre pour la saison 2019. Son objectif est d’accroître rapidement le nombre de jeunes filles pratiquant le football au sein du club et à terme de poser candidature pour participer au championnat d'Irlande. Le premier match des Bohemians Women a lieu le 13 avril 2019. Pour l'occasion, le club rencontre les moins de 17 ans de Cork, un club bien établi depuis près de 10 ans, et s'incline 2-0.
En février 2020, la FAI annonce l'ouverture du championnat à trois nouvelles équipes et sollicite les dirigeants des Bohemians. Le club soumet donc une candidature pour intégrer une équipe en championnat national irlandais. Le premier match de la nouvelle équipe, qui intègre les meilleurs éléments des moins de 17 ans, est programmé pour le 15 mars 2020. Mais la pandémie de Covid-19 chamboule tout le calendrier du championnat. Il faut attendre le 8 août 2020 pour que les filles du Bohemian disputent leur première rencontre nationale. Elle a lieu contre le Wexford Youths FC triple champion d'Irlande et se solde par une défaite sur le score de 4 buts à 1. Chloe Darby est la première buteuse de l'histoire du club. Le club prend la dernière place du championnat avec 5 points glanés en 11 rencontres.